# Avellino
Avellino je italské město v oblasti Kampánie, hlavní město stejnojmenné provincie. Město je sídlem diecéze.
K 31. prosinci 2011 zde žilo 56 317 obyvatel.

## Historie
Před dobytím Římany bylo starověké město Abellinum pravděpodobně centrem Samnitů. Bylo důležitou křižovatkou na cestě mezi Salernem a Beneventem.
Po invazích Gótů a Vandalů v 5. století se avellinský hrad stal centrem Langobardů. Na počátku středověku bylo součástí Beneventského vévodství, po jeho pádu Salernského knížectví.
V 11. století za vlády Normanů v Itálii se dostalo pod vládu Riccarda dell'Aquila. Pozdější král Karel I. z Anjou ho přidělil rodině Montfortů, které následovali Del Balzové a Filangieriové.
Feudální práva na Avellino v roce 1581 koupil Don Marino I. Caracciolo, vévoda z Atripaldy, z neapolské patricijské rodiny, který byl v roce 1589 jmenován avellinským princem.
V roce 1820 bylo město centrem revolučních nepokojů. Nicméně sjednocení Itálie o 50 let později nepřineslo Avellinu žádné výhody, protože neleží ani na cestě Neapol–Benevento–Foggia, ani u moře.
Město bylo v roce 1980 zasaženo silným zemětřesením.

## Sousední obce
Aiello del Sabato, Atripalda, Caposele,Capriglia Irpina, Contrada, Grottolella, Manocalzati, Mercogliano, Monteforte Irpino, Montefredane, Ospedaletto d'Alpinolo, Summonte

## Vývoj počtu obyvatel
Počet obyvatel